# 二次閉体
数学における体が二次拡大で閉じているまたは二次的に閉じている (quadratically closed; 二次閉) あるいは二次閉体（にじへいたい、英: quadratically closed field）であるとは、その体の任意の元の平方根がその体の中でとれることを言う。

## 例と反例
- 複素数体は二次閉体である。より一般に、任意の代数閉体は二次閉である。
- 実数体は二次的に閉じていない。なんとなれば −1 の平方根は存在しない。
- 任意の非負整数 n に亘る有限体 {\textstyle \mathbb {F} _{5^{2^{n}}}} の合併は二次閉だが代数閉でない体の例となる[3]。
- 作図可能数体は二次閉だが代数閉でない[4]。

## 性質
- 体が二次閉となるための必要十分条件は普遍不変量（英語版）が 1 に等しいことである。
- 任意の二次閉体はピタゴラス体（英語版）だが逆は成り立たない（例えば、実数体 R はピタゴラスである）。ただし、任意の非形式的実ピタゴラス体は二次閉である[2]。
- 体が二次閉となるための必要十分条件は、そのヴィット–グロタンディエック環（英語版）が次元写像により Z に同型となることである[3]。
- 形式的実ユークリッド体（英語版） E は二次閉でない（−1 は E の平方元でない）が、二次拡大体 E(√−1) は二次閉となる[4]。
- 有限次拡大 E/F で E が二次閉となるとき、−1 は F の平方元かつ F が二次閉となるか、さもなくば −1 は F の非平方元かつ F はユークリッドである。この「下降」定理 ("going-down theorem") はディラー–ドレスの定理（英語版）から帰結することができる[5]。

## 二次閉包
体 F の二次閉包 (quadratic closure) とは F を含む二次閉体であって、かつ F を含む任意の二次閉体へ埋め込むことができるものを言う。かってな体 F に対して、その二次閉包は F の代数閉包 Falg の部分体として構成することができ、それは Falg における F から任意の二次拡大を繰り返して得られる体（二次拡大の塔）すべての合併である。
例
- 実数体 R の二次閉包は複素数体 C である。
- 五元体 F5 の二次閉包は二次拡大塔 {\textstyle \mathbb {F} _{5^{2^{n}}}} の合併である。
- 有理数体 Q の二次閉包は作図可能数体である。

## 注